# 陆海军人民委员部
苏联陆海军人民委员部（Народный комиссариат по военным и морским делам СССР）是苏联1923年11月12日至1934年3月15日管理苏联红军和苏联红海军的机关，相当于西方国家的国防部。

## 历史
1917年11月8日（即十月革命的第二天），布尔什维克即成立了陆海军人民委员会，后来被改组成军事人民委员部，1918年初军事人民委员部被分解为陆军人民委员部和海军人民委员部，1923年11月12日，苏联人民委员会决定将陆军人民委员部和海军人民委员部合并为陆海军人民委员部，1934年3月15日陆海军人民委员部被更名为国防人民委员部。

## 历任陆海军人民委员
| 任次 | 头像 姓名           | 任职时期                      |
| ---- | ------------------- | ----------------------------- |
| 1    | 列夫·托洛茨基       | 1923年11月12日－1925年1月26日 |
| 2    | 米哈伊尔·伏龙芝     | 1925年1月26日－1925年10月31日 |
| 3    | 克里门特·伏罗希洛夫 | 1925年11月6日－1934年6月20日  |